# 七里沟站
七里沟站是徐州地铁2号线的地铁站，位于中华人民共和国江苏省徐州市泉山区长安路与新泉路交叉口，于2020年11月28日开通。

## 车站结构
七里沟站沿长安路南北设置，为地下二层岛式站台车站，车站长459.6米，宽19.7至23.8米，车站地下一层为站厅层，地下二层为站台层，站台设置全高站台门。车站南侧设有两条存车线。
| 地面              | 出入口 | 3、4、6出入口                                                                                                 |
| 地下一层          | 站厅   | 客服中心、自动售票机、验票机                                                                                  |
| 地下二层          | 站台   | \| \| \| █ 2号线往客运北站（科技城） \| \| 島式 · 開左邊车门 \| \| \| \| \| \| █ 2号线往新城区东（百果园） \| |
|                   |        | █ 2号线往客运北站（科技城）                                                                                   |
| 島式 · 開左邊车门 |        | |
|                   |        | █ 2号线往新城区东（百果园）                                                                                   |

## 车站出口
七里沟站目前开放3个出入口，各出口及周围设施如下所示：
| 出口编号            | 照片 | 出口指示       | 建议前往的目的地 |
| ------------------- | ---- | -------------- | ---------------- |
| 3 · 出口            |      | 长安路（东侧） | 力山宝诚商务广场 |
| 4 · 出口 · （设有） |      | 长安路（东侧） | 徐州市新教育学校 |
| 6 · 出口            |      | 长安路（西侧） | 梨园路公园       |
| 图例： 设有         |      |                |                  |

## 接驳交通

### 公交车
- 七里沟地铁站：64路

## 车站历史
本站工程名与正式站名均为七里沟站，以车站所处的七里沟社区命名。
- 2019年10月18日，车站主体结构封顶[4]。
- 2020年11月28日，车站随2号线一期通车开通[1]。